# Yves Herbet
Yves Herbet, (Villers-Cotterêts, 17 de agosto de 1945 – 28 de junho de 2024), foi um futebolista francês. Ele competiu na Copa do Mundo FIFA de 1966, sediada na Inglaterra, na qual a seleção de seu país terminou na 13º colocação dentre os 16 participantes.

## Morte
Hebert morreu no dia 28 de junho de 2024, aos 85 anos.